# Torneo de Copa de Costa Rica 2024-25
El Torneo de Copa de Costa Rica 2024-25 fue la 47ª edición del Torneo de Copa de Costa Rica.

## Sistema de competición
Esta edición tendrá la participación de los 12 equipos de la Liga Promérica, 8 conjuntos de la Liga Transcomer (Segunda División de Costa Rica) y por primera vez en este formato 2 clubes de Segunda B de LINAFA (Tercera División de Costa Rica) estarán presentes.
En esta edición, los equipos clasificados a la Copa Centroamericana de Concacaf 2024, como el: Deportivo Saprissa, L. D. Alajuelense, C. S. Herediano y A. D. Guanacasteca fueron colocados automáticamente en los cuartos de final.
Son 6 fases, todas de eliminación directa (partido único), para un total de 21 partidos, donde las localías se fueron rifando en todas las fases y la final fue en una sede neutral. En caso de que las series finalicen empatadas se definirá al ganador mediante los lanzamientos de penales. Para esta edición, los clubes deberán de cumplir en todas las Fases que compitan un total de 360 minutos por partido con jugadores nacidos en el (2004, 2005, 2006, 2007,2008). En caso de incumplimiento el equipo perderá los 3 puntos.

## Equipos participantes

### Equipos por provincia
|            | \| Provincia \| N.º \| Equipos \| \| ---------- \| --- \| ----------------------------------------------------------------------------------------------- \| \| San José \| 5 \| Pérez Zeledón, Deportivo Saprissa, Sporting F. C., Santa Ana F. C. y Guadalupe F. C.. \| \| Alajuela \| 6 \| Alajuelense, A. D. San Carlos, A. D. Rosario, A. D. Cofutpa, Inter de San Carlos y A. D. Sarchí \| \| Limón \| 2 \| Limón Black Star, Santos de Guápiles \| \| Guanacaste \| 3 \| A. D. Guanacasteca, Municipal Liberia y Águila F. C. \| \| Heredia \| 2 \| C. S. Herediano, Escorpiones de Belén F. C. \| \| Puntarenas \| 3 \| Puntarenas F. C., Jicaral Sercoba y Quepos Cambute \| \| Cartago \| 1 \| C. S. Cartaginés \| |                                                                                                 |
| Provincia  | N.º | Equipos                                                                                         |
| San José   | 5 | Pérez Zeledón, Deportivo Saprissa, Sporting F. C., Santa Ana F. C. y Guadalupe F. C..           |
| Alajuela   | 6 | Alajuelense, A. D. San Carlos, A. D. Rosario, A. D. Cofutpa, Inter de San Carlos y A. D. Sarchí |
| Limón      | 2 | Limón Black Star, Santos de Guápiles                                                            |
| Guanacaste | 3 | A. D. Guanacasteca, Municipal Liberia y Águila F. C.                                            |
| Heredia    | 2 | C. S. Herediano, Escorpiones de Belén F. C.                                                     |
| Puntarenas | 3 | Puntarenas F. C., Jicaral Sercoba y Quepos Cambute                                              |
| Cartago    | 1 | C. S. Cartaginés                                                                                |

### Información de los equipos

#### Primera División
| Equipo             | Ciudad                   | Entrenador              | Estadio                       | Aforo  |
| ------------------ | ------------------------ | ----------------------- | ----------------------------- | ------ |
| Deportivo Saprissa | San José                 | Vladimir Quesada        | Ricardo Saprissa              | 23,112 |
| L. D. Alajuelense  | Alajuela                 | Alexandre Guimaraes     | Morera Soto                   | 17,895 |
| C. S. Cartaginés   | Cartago                  | Greivin Mora            | "Fello" Meza                  | 13,500 |
| Santa Ana F. C.    | Santa Ana                | Cristian Oviedo         | Estadio Piedades de Santa Ana | 2, 000 |
| C. S. Herediano    | Heredia                  | Jafet Soto              | Carlos Alvarado               | 4,000  |
| A. D. Guanacasteca | Nicoya                   | Alexander Vargas        | Chorotega                     | 4,000  |
| Municipal Liberia  | Liberia                  | Minor Díaz              | Edgardo Baltodano             | 6,500  |
| Pérez Zeledón      | San Isidro de El General | Horacio Esquivel        | Municipal Pérez Zeledón       | 3,180  |
| Puntarenas F. C.   | Puntarenas               | César Alpízar           | "Lito" Pérez                  | 4,105  |
| A. D. San Carlos   | Quesada                  | Luis Marín              | Carlos Ugalde                 | 4,500  |
| Santos de Guápiles | Guápiles                 | Julio César Dely Valdés | Ebal Rodríguez                | 3,300  |
| Sporting F. C.     | Pavas                    | Hernán Medford          | Ernesto Rohrmoser             | 3,000  |

#### Segunda División
| Equipo                     | Ciudad     | Entrenador         | Estadio                      | Aforo |
| -------------------------- | ---------- | ------------------ | ---------------------------- | ----- |
| Limón Black Star           | Limón      | Alberto Moraga     | Juan Gobán                   | 2,349 |
| Escorpiones de Belén F. C. | Belén      | Andrés Arias       | Polideportivo de Belén       | 1,000 |
| A.D. Sarchí                | Sarchí     | Javier Valenciano  | Eliécer Pérez                | 2,500 |
| Inter de San Carlos        | San Carlos | Robert Arias       | Carlos Ugalde                | 4,500 |
| A. D. Cofutpa              | Palmares   | Mauricio Montero   | "Palmareño" Solís            | 2,000 |
| Quepos Cambute             | Quepos     | Harold López       | Finca Damas                  | 2,000 |
| Jicaral Sercoba            | Lepanto    | Mauricio Solís     | Asociación Cívica Jicaraleña | 1,500 |
| Guadalupe F. C.            | Guadalupe  | Fernando Palomeque | "Coyella" Fonseca            | 4,500 |

#### Tercera División
| Equipo        | Ciudad  | Entrenador       | Estadio           | Aforo |
| ------------- | ------- | ---------------- | ----------------- | ----- |
| A. D. Rosario | Naranjo | Alexander Castro | Eliécer Pérez     | 2,500 |
| Águila F. C.  | Liberia | Kenneth García   | Edgardo Baltodano | 6,500 |

## Ronda preliminar
- Los horarios corresponden al tiempo de Costa Rica (UTC-6).

Jornada 1: Ronda Preliminar (2 partidos). Entre los dos clubes de LINAFA y dos clubes de Liga de Ascenso.
| A. D. Sarchí    | 2-2 (0-3) | Águila F. C.  | Ernesto Rohrmoser | 28 de julio | 16:00 |  |
| Guadalupe F. C. | 3-1       | A. D. Rosario | "Coyella" Fonseca | 29 de julio | 19:00 |  |

## Ronda dieciseisavos de final
- Los horarios corresponden al tiempo de Costa Rica (UTC-6).

Jornada 2: Dieciseisavos de Final (se realizarán 8 partidos). Entre los dos clubes que avancen de la Ronda preliminar que se enfrentarán a 2 clubes de la Liga Promérica, asimismo estará conformada por 6 clubes de la máxima categoría y 6 clubes de Liga de Ascenso.
| Municipal Liberia  | 3 - 2         | Águila F. C.               | Edgardo Baltodano | 6 de agosto | 20:00 |  |
| Santos de Guápiles | 0 - 0 (3 - 1) | Limón Black Star           | Ebal Rodríguez    | 6 de agosto | 20:00 |  |
| A. D. San Carlos   | 4 - 1         | Inter de San Carlos        | Pital             | 7 de agosto | 15:00 |  |
| Pérez Zeledón      | 0 - 1         | Quepos Cambute             | Municipal         | 7 de agosto | 18:00 |  |
| Puntarenas F. C.   | 0 - 0 (5 - 4) | Jicaral Sercoba            | "Lito" Pérez      | 7 de agosto | 18:00 |  |
| Santa Ana F. C.    | 0 - 0 (5 - 4) | A. D. Cofutpa              | Piedades          | 7 de agosto | 19:00 |  |
| C. S. Cartaginés   | 0 - 1         | Escorpiones de Belén F. C. | "Fello" Meza      | 7 de agosto | 20:15 |  |
| Guadalupe F. C.    | 2 - 0         | Sporting F. C.             | "Coyella" Fonseca | 8 de agosto | 20:00 |  |

## Ronda octavos de final
- Los horarios corresponden al tiempo de Costa Rica (UTC-6).

Jornada 3: Octavos de final (4 partidos). Entre los ganadores de la ronda anterior clubes de Liga Promérica y Liga de Ascenso.
| Santos de Guápiles   | 0 - 0 (5 - 4) | AD San Carlos     | Ebal Rodríguez         | 20 de agosto | 20:00 |  |
| Puntarenas F. C.     | 3 - 0         | Quepos Cambute FC | "Lito" Pérez           | 21 de agosto | 20:00 |  |
| Escorpiones de Belén | 3 - 2         | Santa Ana F. C.   | Polideportivo de Belén | 21 de agosto | 20:00 |  |
| Municipal Liberia    | 1 - 2         | Guadalupe F. C.   | Edgardo Baltodano      | 22 de agosto | 20:00 |  |

## Ronda cuartos de final
- Los horarios corresponden al tiempo de Costa Rica (UTC-6).

Jornada 4:Cuartos de final (4 partidos). Entre los ganadores de la ronda anterior clubes de Liga Promérica y Liga de Ascenso.
| Eliminación directa | Eliminación directa | Eliminación directa  | Eliminación directa    | Eliminación directa | Eliminación directa |
| Local               | Resultado           | Visitante            | Estadio                | Fecha               | Transmisión         |
| ------------------- | ------------------- | -------------------- | ---------------------- | ------------------- | ------------------- |
| Guadalupe F. C.     | 2 - 0               | C. S. Herediano      | "Coyella" Fonseca      | 3 de septiembre     |                     |
| Puntarenas F. C.    | 2 - 1               | A. D. Guanacasteca   | "Lito" Pérez           | 4 de septiembre     |                     |
| L. D. Alajuelense   | 5 - 1               | Escorpiones de Belén | Morera Soto            | 4 de septiembre     |                     |
| Santos de Guápiles  | 1 - 1 (3 - 2)       | Deportivo Saprissa   | Estadio Ebal Rodríguez | 4 de septiembre     |                     |

| 3 de septiembre | Guadalupe F. C.          | 2:0 (0:0) | C. S. Herediano | "Colleya" Fonseca, Guadalupe, San José |                               |
| 20:00           | Hudson 73' · Miranda 87' | Reporte   |                 | Árbitro(s): Adrián Chinchilla          | Árbitro(s): Adrián Chinchilla |

| 4 de septiembre | Puntarenas F. C.         | 2:1 (0:1) | A. D. Guanacasteca | "Lito" Pérez, Puntarenas  |                           |
| 18:00           | Barrantes 72', 79' (pen) | Reporte   | Ugalde 30' (pen)   | Árbitro(s): Jesús Montero | Árbitro(s): Jesús Montero |

| 4 de septiembre | L. D. Alajuelense                                       | 5:1 (2:1) | Escorpiones de Belén | Morera Soto, Alajuela   |                         |
| 20:00           | Navarro 7', 13' · Montero 49' · Pérez 53' · Canhoto 83' | Reporte   | Fonseca 45+4'        | Árbitro(s): Yazid Monge | Árbitro(s): Yazid Monge |

| 4 de septiembre | Santos de Guápiles                       | 1:1 (0:0) (3:2 p.)         | Deportivo Saprissa                          | Estadio Ebal Rodríguez, Guápiles |                            |
| 20:30           | Linton 89' (pen.)                        | Reporte                    | Sinclair 93'                                | Árbitro(s): William Mattus       | Árbitro(s): William Mattus |
|                 |                                          | Tiros desde el punto penal |                                             |                                  |                            |
|                 | Linton · Madrigal · Evans · Smith · Leal |                            | East · Sinclair · Díaz · Valverde · Arboine |                                  |                            |

## Ronda semifinales
- Los horarios corresponden al tiempo de Costa Rica (UTC-6).

Jornada 5:Semifinales (2 partidos). Entre los ganadores de la ronda anterior clubes de Liga Promérica y Liga de Ascenso.
| Eliminación directa | Eliminación directa | Eliminación directa | Eliminación directa    | Eliminación directa | Eliminación directa |
| Local               | Resultado           | Visitante           | Estadio                | Fecha               | Transmisión         |
| ------------------- | ------------------- | ------------------- | ---------------------- | ------------------- | ------------------- |
| Santos de Guápiles  | 0 - 0(4-5)          | L. D. Alajuelense   | Estadio Ebal Rodríguez | 9 de octubre        |                     |
| Puntarenas F. C.    | 1 - 0               | Guadalupe F. C.     | "Lito" Pérez           | 10 de octubre       |                     |

| 10 de octubre | Puntarenas F. C. | 1:0 (0:0) | Guadalupe F. C. | "Lito" Pérez, Puntarenas |                         |
| 20:00         | Barrantes 55'    | Reporte   |                 | Árbitro(s): Brayan Cruz  | Árbitro(s): Brayan Cruz |

| 9 de octubre | Santos de Guápiles                                       | 0:0 (4:5 p.)               | L. D. Alajuelense                                             | Estadio Ebal Rodríguez, Guápiles |                        |
| 20:00        |                                                          | Reporte                    |                                                               | Árbitro(s): Bryan Vega           | Árbitro(s): Bryan Vega |
|              |                                                          | Tiros desde el punto penal |                                                               |                                  |                        |
|              | Linton · Chirino · Madrigal · Perdomo · Hernández · Vega |                            | Borges · Campos · Pérez · Villalobos · Toril · van der Putten |                                  |                        |

## Final
- Los horarios corresponden al tiempo de Costa Rica (UTC-6).

Jornada 6:Final (1 partido). Entre los ganadores de la ronda anterior clubes de Liga Promérica y Liga de Ascenso.
| Juego Final       | Juego Final | Juego Final      | Juego Final | Juego Final         | Juego Final |
| Local             | Resultado   | Visitante        | Estadio     | Fecha               | Transmisión |
| ----------------- | ----------- | ---------------- | ----------- | ------------------- | ----------- |
| L. D. Alajuelense | 1-0 (0-0)   | Puntarenas F. C. | Nacional    | 22 de marzo de 2025 |             |

| 22 de marzo de 2025 | L. D. Alajuelense   | 1:0 (0:0) | Puntarenas F. C. | Nacional, San José        |                           |
| 20:00               | Campbell 65' (pen.) |           |                  | Árbitro(s): Pablo Camacho | Árbitro(s): Pablo Camacho |

| 23    | POR   | Washington Ortega    |     |
| 24    | DEF   | Aarón Salazar        | 85' |
| 4     | DEF   | Guillermo Villalobos |     |
| 15    | DEF   | Farbod Samadian      |     |
| 32    | DEF   | Deylan Paz           |     |
| 5     | MED   | Celso Borges         |     |
| 8     | MED   | Larry Angulo         |     |
| 34    | MED   | Creichel Pérez       |     |
| 36    | DEL   | Isaac Badilla        | 67' |
| 11    | DEL   | Diego Campos         | 67' |
| 33    | DEL   | Jeison Lucumí        | 40' |
| D. T. | D. T. | Alexandre Guimaraes  |     |

| 23    | POR   | Leonel Moreira      |     |
| 5     | DEF   | Gael Alpízar        | 69' |
| 4     | DEF   | Jean Carlos Sánchez |     |
| 15    | DEF   | Hiram Muñoz         |     |
| 6     | DEF   | Kenner Gutiérrez    |     |
| 24    | DEF   | John Ruiz           |     |
| 41    | MED   | Brandon Morales     | 69' |
| 60    | MED   | José Leiva          |     |
| 36    | MED   | Chris Villalobos    | 69' |
| 50    | MED   | Pablo Álvarez       | 69' |
| 27    | DEL   | Miguel Sansores     | 69' |
| D. T. | D. T. | César Alpízar       |     |

| 12 | DEL | Joel Campbell   | 40' |
| 9  | DEL | Jonathan Moya   | 67' |
| 36 | MED | Claudio Montero | 67' |
| 26 | DEF | Fernando Piñar  | 85' |

| 19 | MED | Wilber Rentería   | 69' |
| 26 | MED | Andrey Mora       | 69' |
| 18 | DEL | Alexis Cundumí    | 69' |
| 11 | DEL | Anthony Hernández | 69' |
| 22 | DEL | Dariel Castrillo  | 69' |

| 65' (pen) | Joel Campbell | 1:0 |

| 40' · 81' | Celso Borges Jonathan Moya |

| 60' · 66' · 79' · 87' | Miguel Sansores Leonel Moreira Dariel Castrillo Alexis Cundumí |

| Principal  | Pablo Camacho   |
| Asistentes | Jeriel Valverde |
|            | Félix Quesada   |
| Cuarto     | Marianela Araya |

| 23    | POR   | Washington Ortega    |     |
| 24    | DEF   | Aarón Salazar        | 85' |
| 4     | DEF   | Guillermo Villalobos |     |
| 15    | DEF   | Farbod Samadian      |     |
| 32    | DEF   | Deylan Paz           |     |
| 5     | MED   | Celso Borges         |     |
| 8     | MED   | Larry Angulo         |     |
| 34    | MED   | Creichel Pérez       |     |
| 36    | DEL   | Isaac Badilla        | 67' |
| 11    | DEL   | Diego Campos         | 67' |
| 33    | DEL   | Jeison Lucumí        | 40' |
| D. T. | D. T. | Alexandre Guimaraes  |     |

| 23    | POR   | Leonel Moreira      |     |
| 5     | DEF   | Gael Alpízar        | 69' |
| 4     | DEF   | Jean Carlos Sánchez |     |
| 15    | DEF   | Hiram Muñoz         |     |
| 6     | DEF   | Kenner Gutiérrez    |     |
| 24    | DEF   | John Ruiz           |     |
| 41    | MED   | Brandon Morales     | 69' |
| 60    | MED   | José Leiva          |     |
| 36    | MED   | Chris Villalobos    | 69' |
| 50    | MED   | Pablo Álvarez       | 69' |
| 27    | DEL   | Miguel Sansores     | 69' |
| D. T. | D. T. | César Alpízar       |     |

| 12 | DEL | Joel Campbell   | 40' |
| 9  | DEL | Jonathan Moya   | 67' |
| 36 | MED | Claudio Montero | 67' |
| 26 | DEF | Fernando Piñar  | 85' |

| 19 | MED | Wilber Rentería   | 69' |
| 26 | MED | Andrey Mora       | 69' |
| 18 | DEL | Alexis Cundumí    | 69' |
| 11 | DEL | Anthony Hernández | 69' |
| 22 | DEL | Dariel Castrillo  | 69' |

| 65' (pen) | Joel Campbell | 1:0 |

| 40' · 81' | Celso Borges Jonathan Moya |

| 60' · 66' · 79' · 87' | Miguel Sansores Leonel Moreira Dariel Castrillo Alexis Cundumí |

| Principal  | Pablo Camacho   |
| Asistentes | Jeriel Valverde |
|            | Félix Quesada   |
| Cuarto     | Marianela Araya |

| 23    | POR   | Washington Ortega    |     |
| 24    | DEF   | Aarón Salazar        | 85' |
| 4     | DEF   | Guillermo Villalobos |     |
| 15    | DEF   | Farbod Samadian      |     |
| 32    | DEF   | Deylan Paz           |     |
| 5     | MED   | Celso Borges         |     |
| 8     | MED   | Larry Angulo         |     |
| 34    | MED   | Creichel Pérez       |     |
| 36    | DEL   | Isaac Badilla        | 67' |
| 11    | DEL   | Diego Campos         | 67' |
| 33    | DEL   | Jeison Lucumí        | 40' |
| D. T. | D. T. | Alexandre Guimaraes  |     |

| 23    | POR   | Leonel Moreira      |     |
| 5     | DEF   | Gael Alpízar        | 69' |
| 4     | DEF   | Jean Carlos Sánchez |     |
| 15    | DEF   | Hiram Muñoz         |     |
| 6     | DEF   | Kenner Gutiérrez    |     |
| 24    | DEF   | John Ruiz           |     |
| 41    | MED   | Brandon Morales     | 69' |
| 60    | MED   | José Leiva          |     |
| 36    | MED   | Chris Villalobos    | 69' |
| 50    | MED   | Pablo Álvarez       | 69' |
| 27    | DEL   | Miguel Sansores     | 69' |
| D. T. | D. T. | César Alpízar       |     |

| 12 | DEL | Joel Campbell   | 40' |
| 9  | DEL | Jonathan Moya   | 67' |
| 36 | MED | Claudio Montero | 67' |
| 26 | DEF | Fernando Piñar  | 85' |

| 19 | MED | Wilber Rentería   | 69' |
| 26 | MED | Andrey Mora       | 69' |
| 18 | DEL | Alexis Cundumí    | 69' |
| 11 | DEL | Anthony Hernández | 69' |
| 22 | DEL | Dariel Castrillo  | 69' |

| 65' (pen) | Joel Campbell | 1:0 |

| 40' · 81' | Celso Borges Jonathan Moya |

| 60' · 66' · 79' · 87' | Miguel Sansores Leonel Moreira Dariel Castrillo Alexis Cundumí |

| Principal  | Pablo Camacho   |
| Asistentes | Jeriel Valverde |
|            | Félix Quesada   |
| Cuarto     | Marianela Araya |

| 23    | POR   | Washington Ortega    |     |
| 24    | DEF   | Aarón Salazar        | 85' |
| 4     | DEF   | Guillermo Villalobos |     |
| 15    | DEF   | Farbod Samadian      |     |
| 32    | DEF   | Deylan Paz           |     |
| 5     | MED   | Celso Borges         |     |
| 8     | MED   | Larry Angulo         |     |
| 34    | MED   | Creichel Pérez       |     |
| 36    | DEL   | Isaac Badilla        | 67' |
| 11    | DEL   | Diego Campos         | 67' |
| 33    | DEL   | Jeison Lucumí        | 40' |
| D. T. | D. T. | Alexandre Guimaraes  |     |

| 23    | POR   | Leonel Moreira      |     |
| 5     | DEF   | Gael Alpízar        | 69' |
| 4     | DEF   | Jean Carlos Sánchez |     |
| 15    | DEF   | Hiram Muñoz         |     |
| 6     | DEF   | Kenner Gutiérrez    |     |
| 24    | DEF   | John Ruiz           |     |
| 41    | MED   | Brandon Morales     | 69' |
| 60    | MED   | José Leiva          |     |
| 36    | MED   | Chris Villalobos    | 69' |
| 50    | MED   | Pablo Álvarez       | 69' |
| 27    | DEL   | Miguel Sansores     | 69' |
| D. T. | D. T. | César Alpízar       |     |

| 12 | DEL | Joel Campbell   | 40' |
| 9  | DEL | Jonathan Moya   | 67' |
| 36 | MED | Claudio Montero | 67' |
| 26 | DEF | Fernando Piñar  | 85' |

| 19 | MED | Wilber Rentería   | 69' |
| 26 | MED | Andrey Mora       | 69' |
| 18 | DEL | Alexis Cundumí    | 69' |
| 11 | DEL | Anthony Hernández | 69' |
| 22 | DEL | Dariel Castrillo  | 69' |

| 65' (pen) | Joel Campbell | 1:0 |

| 40' · 81' | Celso Borges Jonathan Moya |

| 60' · 66' · 79' · 87' | Miguel Sansores Leonel Moreira Dariel Castrillo Alexis Cundumí |

| Principal  | Pablo Camacho   |
| Asistentes | Jeriel Valverde |
|            | Félix Quesada   |
| Cuarto     | Marianela Araya |

|                           |
| Campeón L. D. Alajuelense |
| 12.mo título              |

## Estadísticas

### Goleadores
| Jugador           | Club                | Goles |
| ----------------- | ------------------- | ----- |
| Michael Barrantes | Puntarenas F. C.    | 3     |
| Greivin Fonseca   | Escorpiones         | 2     |
| Joshua Navarro    | L. D. Alajuelense   | 2     |
| Amferny Sinclair  | Puntarenas F. C.    | 2     |
| Adrián Villarreal | Águilas de Carrillo | 2     |